# Tetramesa angustula
Tetramesa angustula är en stekelart som först beskrevs av Victor Ivanovitsch Motschulsky 1863.  Tetramesa angustula ingår i släktet Tetramesa och familjen kragglanssteklar. Inga underarter finns listade i Catalogue of Life.